# 물질경이
물질경이는 자라풀과의 한해살이풀로 학명은 Ottelia alismoides이다.

## 특징
잎은 물에 잠기는 침수엽이며 뿌리에서 나오는데 씨방은 6개의 방으로 나뉘어 있으며, 그 안에 여러 개의 씨가 만들어진다. 주로 연못에서 자라며 제주·함남 등지에 분포하고 있다. 10-20cm 정도의 피침형이고 가장자리는 물결 모양이다. 꽃은 양성화로 수면까지 길게 뻗어나온 논줄기에 달린다. 씨방은 하위로 바깥쪽에 통 모양의 포초가 있는데, 여기에는 물결 모양의 날개가 달려 있다. 3개의 꽃받침조각이 있다. 또한, 꽃잎도 3개인데 옅은 홍색이며 길이는 1.5-2cm 정도가 된다. 열매는 10월경에 맺으며 길이 3.5cm로 타원형이고 많은 종자가 들어 있다. 씨방은 3-6개의 방으로 나뉘어 있으며, 그 안에는 여러 개의 씨가 만들어진다. 주로 논이나 개울가에서 자라며, 한반도 각지에 분포하고 있다.

## 관리 및 번식법
관리법 : 논과 같이 물이 많은 습지에 심는다.
번식법 : 11월에 얻은 종자를 이듬해 봄 화단에 뿌린다.